# 坂巻温泉
坂巻温泉（さかまきおんせん）は、長野県松本市安曇（旧国信濃国）にある温泉である。

## 概要
標高約1,220mの地に、日本秘湯を守る会会員でもある一軒宿の「坂巻温泉旅館」が存在する。
1931年（昭和6年）に開業した木造の旧館は、現在の国道158号の山手側ではなく、旧道に面した梓川の対岸にあり、吊り橋で渡るしか行く手段のない場所に立地していた。またかつては、中の湯温泉と同様に、沢渡ゲートの上高地寄りに位置していたため、冬季は自家用車の通行が規制された区間内にある温泉であった。
現在地への移転は1984年（昭和59年）である。上高地行き路線バスの経路上にあるため、数が限られている上高地内の宿泊施設の代わりに、登山・観光の起点としても利用される。
一帯（松本市安曇坂巻）は、日本郵便から交通困難地の指定を受けており、毎年11月11日から翌4月26日までは、地外から当地宛に郵便物を送付することはできない。

## 泉質
- 炭酸水素塩・硫酸塩・塩化物泉

「子宝の湯」として知られる。

## 交通アクセス
公共交通
- アルピコ交通上高地線（通称・松本電鉄）新島々駅より上高地行き路線バスで約40分。
- 松本バスターミナルから高山濃飛バスセンター行き特急バスで約70分（冬季は特急バスのみ運行）。

いずれも「坂巻温泉」バス停下車すぐ。なお、不定期で宿から上高地までのシャトルバスがある（冬季を除く）。
自家用車
- 国道158号で松本・高山両方向から約1時間。松本側の白なぎトンネルと高山側の坂巻トンネルの間に位置する。